# Ahsoka Tano
Ahsoka Tano is een personage uit Star Wars: The Clone Wars. Ze is ontdekt door Jedi-Meester Plo Koon, maar wordt opgeleid door Anakin Skywalker. Tano is van dezelfde soort als Jedi-Meester Shaak Ti; een Togruta.

## Personage

### Ontstaan en ontwikkeling
Het personage Ahsoka werd aanvankelijk bedacht om te illustreren hoe Anakin Skywalker zich ontwikkelt van de ongedisciplineerde Padawan in Star Wars: Episode II - Attack of the Clones tot de meer gereserveerde Jedi Knight in Star Wars: Episode III - Revenge of the Sith. Door Anakin de verantwoordelijkheid te geven over een Padawan, werd hij gedwongen om voorzichtiger en verantwoordelijker te worden. Ook zou dit hem inzicht geven in zijn relatie met zijn eigen meester, Obi-Wan Kenobi. Daarnaast wilde bedenker George Lucas een personage toevoegen dat meisjes zou aanspreken.
In het begin worstelde Dave Filoni met het verhaal van Ahsoka, omdat hij moeite had zich te verplaatsen in een meisje van veertien. Uiteindelijk besloot hij een verhaal te schrijven voor een Jedi die toevalligerwijs een tienermeisje is. Filoni heeft naar eigen zeggen altijd geweten hoe het personage van Ahsoka zich zou gaan ontwikkelen. Al in een vroeg stadium begon hij na te denken over de confrontatie tussen Ahsoka en Darth Vader, en hij had hiervoor verschillende mogelijke eindes in gedachten. In een van deze eindes vermoordt Darth Vader Ahsoka, terwijl zij zijn helm openrijt, waardoor het gezicht van haar oude meester aan haar wordt onthuld.
Aan het einde van het vijfde seizoen van The Clone Wars verlaat Ahsoka de Jedi Orde, maar het  oorspronkelijke idee was om haar te laten terugkeren. Filoni stelde voor om haar niet te laten terugkeren en Lucas ging hiermee akkoord.Maar in het laatste seizoen van Star wars: The Clone Wars seizoen 7 nam ze deel aan "the siege of Mandalor" en zien order 66 vanuit haar perspectief, zij verwijdert dan ook Rex zijn controle chip. Lucas bedacht dat Ahsoka Bevel 66 zou overleven.
In Star Wars Rebels werd het personage Fulcrum geïntroduceerd en vanaf het begin wisten de makers dat Ahsoka achter de identiteit van Fulcrum zou zitten. Samen met uitvoerend producenten Simon Kinberg en Greg Weisman werkte Filoni Ahsoka's rol als rebellenagent uit.
De schrijvers van Rebels reageerden enthousiast toen ze hoorden dat Ahsoka opnieuw een rol kreeg in het tweede seizoen van Rebels. Filoni maakte zich echter zorgen dat Rebels de "Ahsoka Tano Show" zou worden. Om dit te voorkomen  werkte Filoni de rol van Ahsoka zodanig uit dat Ahsoka in dienst werd gesteld van de hoofdpersonages Ezra en Kanan. Op die manier zou Ahsoka te vergelijken zijn met Obi-Wan Kenobi in Star Wars.
In eerste instantie zag Filoni Ahsoka als een meer passief personage dat niet zou deelnemen aan gevechten. Later besloot hij dat het beter was om Ahsoka neer te zetten als een "strijder in turbulente tijden". 
Daar kwam bij dat de makers een confrontatie wilden laten plaatsvinden tussen Darth Vader en de hoofdpersonages van Rebels. Alleen Ahsoka's (noodzakelijke) aanwezigheid zou kunnen voorkomen dat de personages 'vernietigd' werden.

### Casting
Volgens Eckstein wilde Filoni dat ze iets van haar eigen persoonlijkheid in Ahsoka zou stoppen. Hij vertelde haar dat haar gedrag tussen de audities door belangrijker was voor het verkrijgen van de rol dan de auditie zelf. Toen de productie van The Clone Wars begon, duurde het ongeveer 6 maanden voordat Eckstein en de schrijvers het personage goed begrepen. Als gevolg daarvan moest veel van de dialoog van de eerste helft van het seizoen opnieuw worden opgenomen, zodat het beter aansloot bij het personage. Eckstein heeft haar waardering uitgesproken over de casting van Matt Lanter als Anakin, omdat hij haar heeft geholpen met het neerzetten van het personage.
Eckstein nam de rol van Ahsoka weer op zich voor Rebels, hoewel ze niet altijd Fulcrum's stem insprak. Een jaar voor het einde van het eerste seizoen hoorde Eckstein over Ahsoka's terugkeer en ze vond het lastig dit geheim te houden. Eckstein vond het soms moeilijk om zich in te leven in het personage, omdat ze niet wist wat Ahsoka had meegemaakt tussen The Clone Wars en Rebels. Daar kwam bij dat Filoni de acteurs zo weinig mogelijk over het plot vertelde, om te voorkomen de acteurs hun acteerwerk hierop af zouden stemmen. Zo vertelde Filoni niet aan Eckstein of Ashoka het duel met Darth Vader zou overleven, met het idee dat het personage dit zelf ook niet wist.
In 2017 meldde Rosario Dawson dat ze zichzelf zag als een potentiële live-action versie van het personage. Dit werd waar gemaakt tijdens het tweede seizoen van The Mandalorian op Disney+.

### Omschrijving
Zowel de schrijvers als actrice Ashley Eckstein waren zich ervan bewust dat het personage Ahsoka in The Clone Wars door het publiek als irritant werd ervaren, en dat de scheidslijn of het personage als kinderachtig of innemend werd ervaren erg dun was. Omdat de productie een jaar verder was dan wat op televisie was uitgezonden, en het personage zich door de tijd ontwikkelde, vroeg Eckstein de fans om geduldig te zijn met Ahsoka.
Het uiterlijk van Ahsoka was geïnspireerd op het personage San in Prinses Mononoke. In het derde seizoen werd de kleding van Ahsoka en andere personages aangepast. Volgens Filoni was dit om de stijl beter te laten aansluiten op Revenge of the Sith en werd dit mogelijk gemaakt door betere animatietechnieken.
Volgens Eckstein heeft Ahsoka in Rebels een bepaald zelfvertrouwen en bepaalde kracht ontwikkeld, die het jonge personage nog niet had. Hierdoor was ze soms geneigd Ahsoka te serieus te spelen. Ze wees erop dat een bepaalde mate van arrogantie en vasthoudendheid nog steeds onderdeel waren van Ahsoka’s persoonlijkheid. Eckstein sprak de stem wat lager in. Omdat Ahsoka en Eckstein ongeveer even oud zijn, sprak ze over het algemeen als zichzelf.
De "pseudo-samoerai" kleding van Ahsoka in Rebels is ontworpen op basis van foto's van vrouwelijke samoerai. De kleding moest de indruk wekken alsof ze die gevonden had in een oude Jedi Tempel. Ahsoka's lichtzwaarden zijn kleurloos, wat impliceert dat ze noch Jedi noch slecht is.

## Rol inStar Wars

### Film

#### The Clone Wars
Tano wordt de Padawan van Anakin Skywalker tijdens de Kloonoorlogen. Ze wil graag Anakins leerling zijn, maar Anakin wil dit in eerste instantie niet. Eerst werd gezegd dat Tano een leerling van Obi-Wan Kenobi zou worden, maar Yoda besluit dat Anakin haar moet opleiden. Ze noemt Anakin "Sky Guy" en Anakin noemt haar 'Snips.' Ahsoka's eerste missie met Anakin is het vinden van de zoon van Jabba the Hutt. Als de twee Jabba's zoon kunnen afleveren bij de gangsterbaas, krijgt de Galactische Republiek toegang tot de Hutt-ruimte. Helaas voor de Jedi, willen de Separatisten, onder leiding van Graaf Dooku precies hetzelfde.

### Televisie

#### The Clone Wars
- Ahsoka Tano is een hoofdpersonage dat zich verder ontwikkelt in de serie. Ze is al te zien geweest in seizoen 1 t/m 5  in seizoen 7 komt ze voor de laatste keer terug in The Clone Wars.
- Ahsoka's stem wordt ingesproken door Ashley Eckstein, die ook een eigen kleding lijn heeft van Star Wars: Her Universe.
- Tijdens seizoen 3 is Ahsoka ouder en heeft andere kleding.
- Ahsoka draagt een lichtzwaard met groene kling. Later voegt ze er nog een tweede geel-groen lichtzwaard bij.
- Ahsoka heeft een goede band met jedi meester Plo Koon. Hij ontdekte haar als Force-gevoelig en bracht haar naar de jedi-orde.
- Aan het einde van seizoen 5 van The Clone Wars verlaat ze de jedi-orde. Na een valse beschuldiging van moord, verloor ze haar vertrouwen in de orde.
- In het laatste seizoen van The Clone Wars keerde Ahsoka terug, en leidde ze de 332nd Company, een groep clones van Anakin's 501st Legion, in de Siege of Mandelore. Dit seizoen kwam na Rebels en het boek Ahsoka uit, en vulde het gat wat deze shows sloegen in haar verhaal op.

#### Star Wars Rebels
Ahsoka Tano werkte als geheim agent bij de rebellenorganisatie onder de codenaam "Fulcrum" en helpt de rebellengroep van de Ghost. Bij de seizoensfinale van seizoen 1 wordt haar ware identiteit onthuld. 
In seizoen 2 wordt ze geconfronteerd met de Sith Darth Vader, maar ze kent de connectie met haar voormalige meester Anakin nog niet. Ze helpt Ezra en Kanan tegen twee inquisiteurs, waarbij ze haar twee nieuwe, witte, lichtzwaarden toont. Volgens Dave Filoni, een van de makers van de serie, staat de witte kleur symbool voor haar 'reinheid', aangezien haar trouw niet bij de jedi en niet bij de sith ligt. Uiteindelijk komt ze achter de waarheid door Force-visioenen. Bij de seizoensfinale volgt de confrontatie tussen de oud-leerling en oud-meester in een Sith-tempel. Door de instorting van de tempel lijkt de uitkomst van het duel onbepaald. Ze kan nog kort worden gezien bij de ruïnes van de tempel.
In seizoen 4 wordt duidelijk hoe Ahsoka ontsnapt aan het gevecht met Darth Vader. De jonge Jedi Ezra Bridger betreedt in de vierde aflevering van het tweede gedeelte van het seizoen een rijk tussen ruimte en tijd. In deze plek staan poorten die zich naar elk moment van het verleden en van de toekomst leiden. Ezra vindt het moment waarin Ahsoka op het punt staat te worden gedood door Vader en trekt haar hier uit. Even later verschijnt Darth Sidious die Ezra wilt forceren om de poort naar zijn locatie te openen. Ahsoka helpt Ezra te ontsnappen en keert vervolgens terug naar de Sith tempel die nu in puin ligt. Ahsoka verschijnt weer aan het eind van de laatste aflevering van de serie. Ze voegt zich bij Sabine Wren en haar zoektocht naar de vermiste Ezra Bridger. Deze gebeurtenis speelt zich af na de Slag om Endor wat betekent dat Ahsoka de val van het Galactisch Keizerrijk heeft meegemaakt.

#### The Mandalorian
Ahsoka Tano debuteerde in de vijfde aflevering  (Chapter 13: The Jedi) van seizoen 2 van The Mandalorian. In deze serie op Disney+ wordt het personage gespeeld door Rosario Dawson. Haar rol in de serie is eerder klein. In de aflevering informeert ze Din Djarin over de jedi. Ze communiceert met "the child" en vertelt later dat hij Grogu heet. Ze merkt dat  Grogu grote angsten heeft en weigert daarom een training op te starten. Ze verwijst naar een oude tempel waar ze contact kunnen zoeken met een andere jedi. Tijdens een gevecht op de planeet Corvus gaf ze ook aan op zoek te zijn naar Grand Admiral Thrawn.

#### Ahsoka (televisieserie)
Disney kondigde in 2020 aan dat Rosario Dawson haar rol als Ahsoka Tano zal hernemen in de spin-off, liveaction serie Ahsoka. Ook keerde het personage terug in de zesde aflevering van The Book of Boba Fett. In augustus en september 2023 werd de achtdelige serie op de streamingdienst Disney+ uitgebracht. Een jongere versie van Ahsoka Tano werd gespeeld door Ariana Greenblatt.
De serie is een vervolg op de animatieserie Star Wars Rebels. Ahsoka tracht de terugkeer uit ballingschap van Grand Admiral Thrawn van het voormalig Galactisch Rijk te voorkomen en terwijl haar vriend Ezra Bridger te redden.

#### Star Wars: Tales of the Jedi
In de animatieserie Star Wars: Tales of the Jedi zijn er drie afleveringen die zich focussen op Ahsoka's verleden als baby, haar training met Anakin Skywalker en haar tijd na Order 66.

### Andere media

#### Ahsoka (boek)
In oktober 2016 kwam het boek genaamd Ahsoka uit, geschreven door E.K. Johnston. Het audioboek is ingesproken door de originele stem van Ahsoka, Ashley Eckstein. 
Het verhaal vult het gat tussen The Clone Wars en Rebels in.